# 辛辛纳提·勒孔特
让-雅克·德萨林·米歇尔·辛辛那提·勒孔特（法語：Jean-Jacques Dessalines Michel Cincinnatus Leconte，1854年9月29日—1912年8月8日），是海地工程师、商人、政治家，第19任总统。勒孔特是海地皇帝让-雅克·德萨林的曾孙，他的侄子是泰坦尼克号上唯一遇难的黑人乘客约瑟夫·菲利普·雷梅希尔·拉洛奇。
他毕业于德国美因茨大学，是海地第一个文人总统。
弗朗索瓦·安托万·西蒙叛乱上台后，他被迫流亡牙买加。后被赦免召回国内修建铁路，由于铁路工期延误以及反对西蒙。勒孔特于1911年领导起义，推翻了西蒙。1911年8月15日，海地国民议会全票通过由勒孔特担任总统。任期7年，年薪2萬4000美元。
担任总统后，勒孔特推行政策，铺设铁路，提高教师工资，普及电话使用，并裁减军队。
他对待在海地经商的阿拉伯人采取歧视和排斥的态度，限制他们的活动。1912年8月8日，海地总统府国民宫发生了爆炸，造成他和几百名总统卫队的士兵死亡。